# Orchestina obscura
Orchestina obscura är en spindelart som beskrevs av Chamberlin och Ivie 1942. Orchestina obscura ingår i släktet Orchestina och familjen dansspindlar. Inga underarter finns listade i Catalogue of Life.